# 安永彻
安永彻（1951年11月14日—），是一名出生于福冈县的日本小提琴家。他是一名活跃的室内乐演奏家和独奏家，他从1977年起成为柏林爱乐乐团的成员，1983年起担任小提琴首席，直到2009年退休。

## 个人生涯
安永彻1951年出生于日本福冈县。1974年他从桐朋学园大学毕业随后来到柏林艺术大学学习。在求学时期他获得了1971年举行的第40届日本音乐竞赛一等奖。1977年安永彻加入了柏林爱乐乐团，1983年他被卡拉扬指定为乐队首席。安永彻同时也是一名独奏家和室内乐演奏家，常年在欧洲和日本举行演出。